# Prünikhosz
Phrünikhosz (Athén, I. e. 6. század – Szicília, I. e. 476 után) az egyik első ókori athéni drámaköltő volt.

## Pályafutása
Egyes adatok szerint Theszpisz drámaíró tanítványa volt. Első drámaverseny-győzelmét az I. e. 510-ben, a Nagy Dionüsszián aratta. Ő írt elsőként párbeszédes formában, nála jelent meg a kar vezetőjétől független színész, versalakja tetrameter trochaicus volt. Híres volt dallamos énekeiről és  nagyszabású táncjeleneteiről. Drámáiban jelentek meg a női szereplők először.
Fontos szerepe volt a drámairodalom témakörének szélesítésében, így nevéhez fűződik a kortárs történelmi események dramatizálása is. A társadalmi-politikai események ábrázolása nem feltétlenül aratott tetszést a város vezetőinek körében, Hérodotosz leírása szerint ezer drakhma pénzbüntetéssel sújtották az írót, amiért a Milétosz bevétele című munkájában feldolgozta a testvérváros bukását. Hérodotosz szerint az előadás alatt „az egész nézőtér könnyekre fakadt”. A szalamiszi csatát feldolgozó Föníciai nők viszont sikeres volt.
Drámáiban visszatérő elem a csoda, a rejtelmesség és a kardal. Utóbbiról Arisztophanész is megemlékezett Madarak című komédiájában. A 742-750. sor (kihagyva a hangutánzó sorokat) így hangzik Arany János fordításábanː „Lombhajú kőrösön ülve, az én fakó/fajom énekeit dalolom Pánnak/S a hegyi Istenanyának is ünnepi/Táncaihoz szent kardalokat/Honnan méhekint legelte/Phrynchos ambróziás dala kellemes ízű gyümölcsét/S mindig mézzel rakodva tért meg”. Arisztophanész más komédiáiban is szerepeltetteː Nők ünnepe (164-167), Darazsak (220, 269, 1490), Madarak (750), Békák (910, 1299, 1524).